# おうし座CE星
おうし座CE星は、太陽から約1800光年離れたところにある 赤色超巨星で、学名は119 Tauri (略称はCE Tau) 。半径は太陽の約600倍あり、光度は太陽の約43,000倍あるとされている。この恒星はおうし座の中に位置しており、4.23等と4.54等の間を変光するSRC型の脈動変光星である。